# Sitovo, Plovdiv
Sitovo (în bulgară Ситово) este un sat în comuna Rodopi, regiunea Plovdiv,  Bulgaria. 

## Demografie
Componența etnică a satului Sitovo
     Bulgari (62,5%)
     Nicio identificare (37,5%)
     Altele (0%)
La recensământul din 2011, populația satului Sitovo era de 16 locuitori. Din punct de vedere etnic, majoritatea locuitorilor (62,5%) erau bulgari. Pentru 37,5% din locuitori nu este cunoscută apartenența etnică.